# Cerophysa aeneipennis
Cerophysa aeneipennis es un coleóptero de la familia Chrysomelidae.
Fue descrita científicamente en 1954 por Bryant.